# Základní škola Doloplazy
Základní škola Doloplazy (plným názvem Základní škola Doloplazy, okres Olomouc, příspěvková organizace) se nachází v obci Doloplazy v okrese Olomouc. Škola pokrývá první stupeň výuky (1.–5. třída).

## Historie
Škola se začala stavět v roce 1874, kdy vyšší orgány nařídily vybudovat novou školu. V této době byla v obci jedinou školou Doloplazská jednotřídka, která nestačila velkému počtu žáků. Kvůli nedostatku financí byla nová škola dostavěna až v roce 1882. Během války byla škola poškozena a kompletně uzavřena. Roku 1958 začaly opravy školy za pomoci občanů obce.

## Současnost
Škola poskytuje první stupeň výuky formou denního studia. Ve školním roce 2010/2011 měla škola 86 žáků; ve školním roce 2012/2013 pak 64 žáků.